# Theme Building

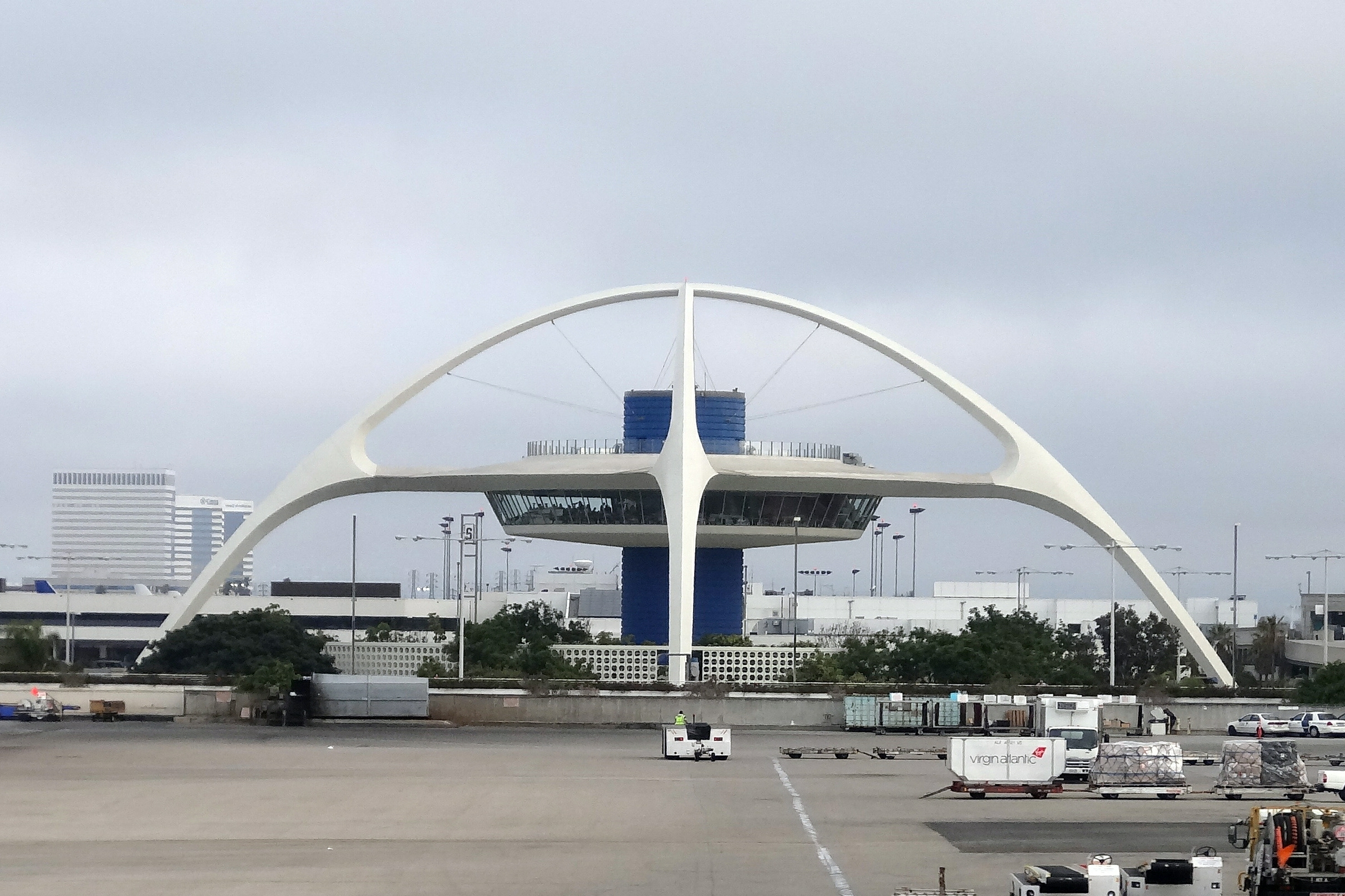
Theme Building

Das Theme Building ist ein 1961 errichtetes Gebäude auf dem Gelände des Los Angeles International Airport (LAX). Beeinflusst wurde es von der „Googie“-Architektur, die sich Ende der 1940er Jahre in Südkalifornien entwickelte und bis in die 1960er Jahre populär war. Sie weist einen sehr futuristischen Stil auf und wurde stark durch die Raumfahrt und das Atomzeitalter beeinflusst.
Das Außen- und Innengebäude des Flughafenthemas wurde 1993 von der Stadt zum kulturhistorischen Denkmal erklärt.

## Architektur
Das ursprüngliche Design wurde von James Langenheim von Pereira & Luckman entworfen. Das Erscheinungsbild der charakteristischen Kreuzbögen des Gebäudes als homogene Strukturen ist eine Design-Illusion, die dadurch entsteht, dass vier stahlverstärkte Betonbeine, die sich etwa 15 Fuß über dem Boden erstrecken, mit hohlen, mit Stuck bedeckten Stahlträgern überragt werden. Um Erdbebenbewegungen entgegenzuwirken, wurde das Themengebäude 2010 mit einem abgestimmten Massendämpfer nachgerüstet, ohne sein äußeres Erscheinungsbild zu verändern.

Im Gebäude befindet sich das Encounter Restaurant, von welchem aus man eine gute Sicht auf den gesamten Flughafen hat.

## Geschichte

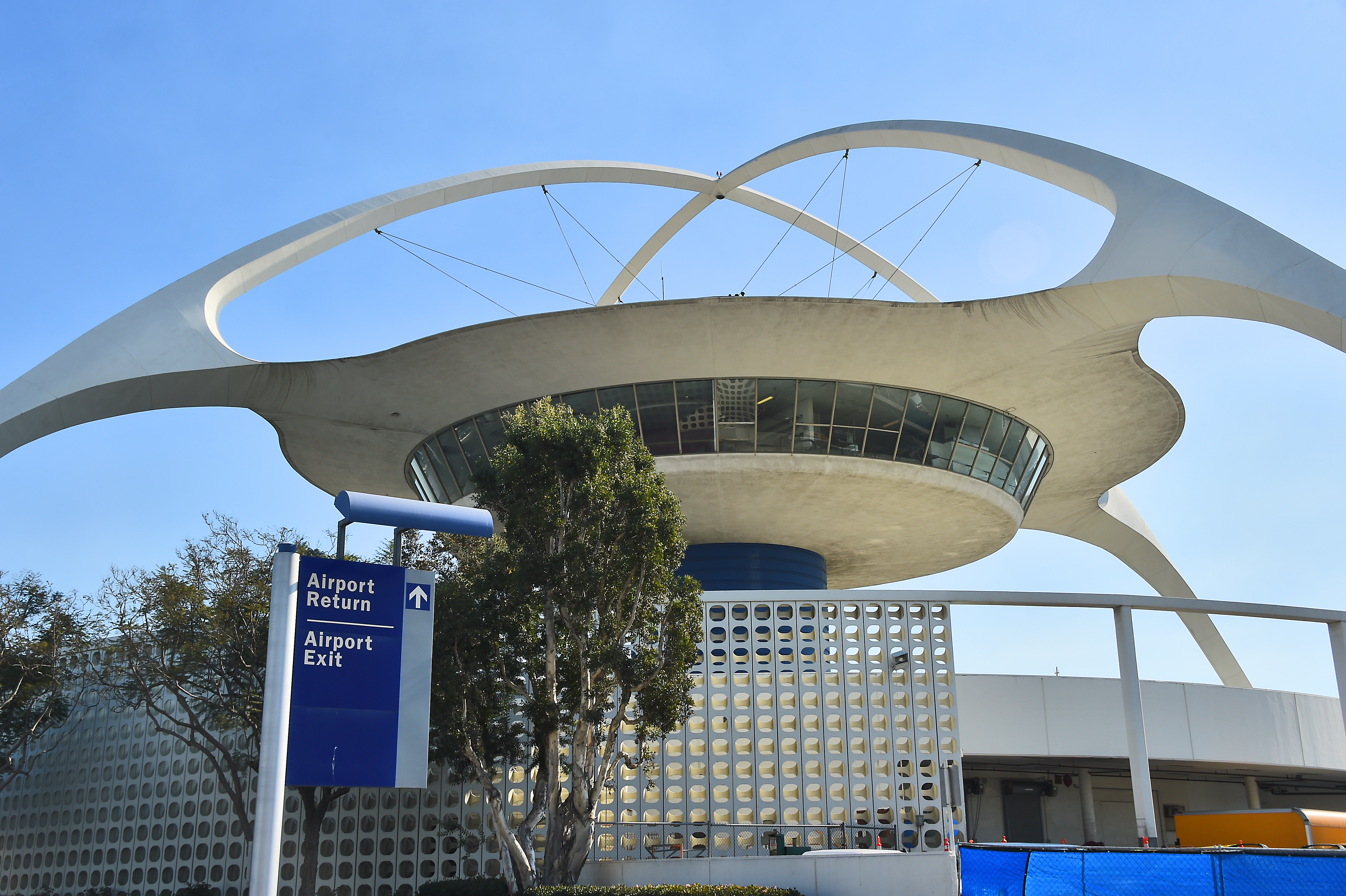
Detailansicht

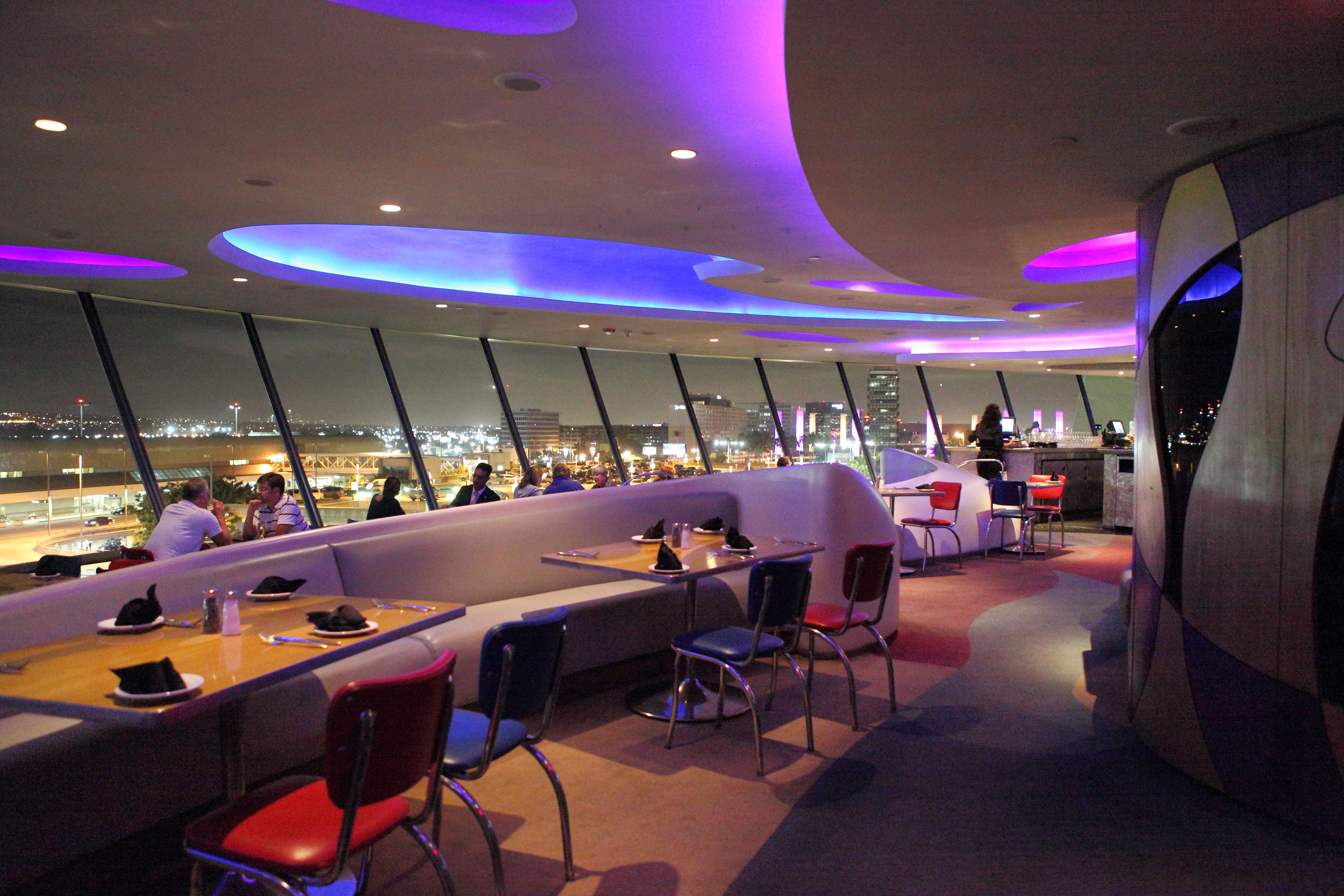
Blick in das Restaurant

Der ursprüngliche Entwurf für den Flughafen, der 1959 von Pereira & Luckman entworfen wurde, sah vor, dass alle Terminalgebäude und Parkhäuser mit einer riesigen Glaskuppel verbunden waren, die als zentraler Knotenpunkt für den Verkehrsfluss dienen sollte. Der Plan wurde schließlich erheblich verkleinert, und die Terminals wurden an anderer Stelle auf dem Grundstück errichtet.
Das Theme Building wurde anschließend gebaut, um die für die Kuppelstruktur vorgesehene Stelle als Erinnerung an den ursprünglichen Plan zu markieren. Es gibt widersprüchliche Berichte darüber, ob das Restaurant bei seiner Eröffnung einmal einen um 360 Grad drehbaren Boden hatte.
Das ist jedoch nur eine Legende, und LAX-Beamte bestätigten, dass sich das Restaurant nie gedreht hat. Den Hochbauauftrag erhielt Robert E. McKee General Contractor Inc. aus El Paso, Texas.
Das Bauwerk wurde am 25. Juni 1961 von Vizepräsident Lyndon B. Johnson eingeweiht.
Am 23. Januar 1984 wurde das Terminal 1 fertiggestellt, am 11. Juni 1984 erfolgte die Eröffnung des Tom Bradley International Terminal. Am 30. Juli 1992 wurde der 1929 errichtete Hangar No. 1 in das National Register of Historic Places aufgenommen.
Der Stadtrat von Los Angeles hat das Gebäude im Westchester-Viertel der Stadt Los Angeles 1993 zum historisch-kulturellen Denkmal (Nr. 570) erklärt. Eine Renovierung im Wert von 4 Millionen US-Dollar mit retrofuturistischem Interieur und elektrischer Beleuchtung, entworfen von Walt Disney Imagineering, wurde abgeschlossen, bevor dort 1997 das Encounter Restaurant eröffnet wurde. Besucher können mit einem Aufzug auf die Aussichtsebene fahren, um einen 360-Grad-Blick zu erhalten.
Nach den Anschlägen vom 11. September 2001 wurde die Beobachtungsebene aus Sicherheitsgründen geschlossen.
Nach einer 2010 abgeschlossenen 12,3 Millionen US-Dollar teuren Restaurierung des Gebäudes wurde die Beobachtungsebene ab dem 10. Juli samstags und sonntags wieder für die Öffentlichkeit geöffnet. Außerdem wurde am 9. September 2003 auf dem Gelände des Themengebäudes eine dauerhafte Gedenkstätte für die Opfer der Anschläge vom 11. September eröffnet.
Das Encounter Restaurant wurde im Dezember 2013 geschlossen, ohne dass eine Wiedereröffnung in der Zukunft geplant ist, obwohl die Beobachtungsebene des Gebäudes an Wochenenden noch geöffnet ist.
Dass sich das Restaurant in einem ungesicherten Bereich des Flughafens befindet, was umständliche Sicherheitskontrollen für die Transitpassagiere erfordert, wurde als Grund für die Schließung angeführt.
Im Jahr 2018 zog das USO von Bob Hope am LAX in das Erdgeschoss des Themengebäudes ein.